# Agutaya (Insel)
Agutaya ist eine philippinische Insel im Cuyo-Archipel. Sie liegt in der nördlichen Sulusee etwa 120 km westlich der Insel Panay. 

## Verwaltung
Agutaya bildet zusammen mit umliegenden Inseln die gleichnamige Gemeinde Agutaya, welche zur philippinischen Provinz Palawan zählt.